# 本内 (福島市)
本内（もとうち）は、福島県福島市の大字である。郵便番号は960-0103。字南下釜は960-8203。

## 地理
福島市街地北部に位置し、北で鎌田と、東で岡島と、南東で岡部と、南で五十辺地区（古川、遠瀬戸、道前、茶屋下、松山町、山居、北原）と、西で丸子とそれぞれ隣接する。概ね町村制施行以前の本内村の流れを汲む地域である。松川左岸部と阿武隈川右岸部の平地を区域としており、前者は市内北信地区、後者は市内東部地区に属する。また、字南下釜のみ松川右岸部に位置し、市内中央東地区に属する。阿武隈川以西の地域は福島市街地に隣接するエリアとして発展し住宅地が広がり、国道4号や福島市道21号北沢又丸子線（福商通り）などの幹線道路沿いに商業施設が立地する。阿武隈川以東の地域は現在でも田畑や果樹園が大きく広がり、その中に民家が点在する。阿武隈川以西かつ松川以北の地域は飯坂町平野に所在する 福島北警察署及び鎌田に所在する飯坂消防署東出張所がそれぞれ管轄にあたる。その他の地域は上町に所在する福島警察署及び天神町に所在する福島消防署がそれぞれ管轄にあたる。

### 河川
- 阿武隈川
  - 松川

### 主な字
- 荒田
- 上台
- 大柳
- 萱野
- 北古舘
- 北下釜
- 北町裏
- 北街道下
- 北中河原
- 慶二
- 下釜
- 社前
- 新畑
- 舘
- 中井
- 中街道下
- 中河原
- 中下釜
- 西井戸神
- 西河原
- 西慶二
- 西下釜
- 西畑
- 西町
- 西松川畑
- 東井戸神
- 東慶二
- 東下釜
- 東町
- 東大柳
- 松川畑
- 南街道下
- 南河原
- 南慶二
- 南古舘
- 南下釜
- 南中井
- 南原
- 南町裏
- 南長割

## 歴史
- 1889年（明治22年）4月1日 - 町村制の施行により信夫郡鎌田村が発足。旧本内村域は鎌田村の大字となる。
- 1947年（昭和22年） 3月10日 - 鎌田村が福島市へ編入され、福島市の大字となる。

## 世帯数と人口
2022年（令和4年）3月31日現在の世帯数と人口は以下の通りである。
| 大字 | 世帯数   | 人口   |
| ---- | -------- | ------ |
| 本内 | 1359世帯 | 3007人 |

## 小・中学校の学区
市立小・中学校に通う場合、学区は以下の通りとなる。
| 番地             | 小学校                 | 中学校                 |
| ---------------- | ---------------------- | ---------------------- |
| 字南下釜         | 福島市立福島第三小学校 | 福島市立福島第三中学校 |
| 阿武隈川東側全域 | 福島市立月輪小学校     | 福島市立福島第三中学校 |
| 上記を除く全域   | 福島市立鎌田小学校     | 福島市立北信中学校     |

## 交通

### 鉄道
域内に鉄道施設は無い。かつては福島交通飯坂東線が通っていた。

### 道路
- 国道4号
- 福島市道21号北沢又丸子線（福商通り）
- 福島市道32号矢剣町本内線（計画路線）
- 福島市道50500号松川畑穴田線（旧奥州街道・旧国道4号）

### バス
福島交通路線バス
- （国道4号・福島駅方面） - 上本内 - 本内 - 本内局前 - （国道13号・福島駅方面）
  - 信夫山循環13号先回り
  - 信夫山循環4号先回り
- （福島駅方面） - 上本内 - 本内 - （伊達・桑折・保原方面）
  - 藤田
  - 桑折
  - 伊達
  - 伊達経由保原
  - 上ヶ戸経由保原
  - 伊達経由湯野
  - 宮代団地
  - 田町
- （福島駅方面） - 砂入 - （月の輪・保原・梁川方面）
  - 月の輪経由梁川
  - 月の輪経由保原
  - 月の輪台団地
  - 蓬莱小経由月の輪・医大
  - 東部支所経由月の輪台団地

## 施設
- 福島市職業訓練技能センター
- 下釜運動公園
- 福島市営下釜団地
- 本内郵便局
- 福島信用金庫 鎌田支店
- 福島スバル自動車 福島北店
- 東日本三菱自動車販売 福島本内店・クリーンカー本内
- 福島トヨペット ふくしま本内店
- 日産プリンス福島販売 オートピア本内
- 福島マツダ 福島本内ユーカーランド
- コナカ 福島本内店
- つるやゴルフ 福島店
- 本内八幡神社
- 曹洞宗正福寺
  - 正福の松